# تاد بریجز
تود بریجز (انگلیسی: Todd Bridges؛ زادهٔ ۲۷ مهٔ ۱۹۶۵) یک هنرپیشه، کارگردان، و تهیه‌کننده اهل ایالات متحده آمریکا است. وی از سال ۱۹۷۵ میلادی تاکنون مشغول فعالیت بوده‌است.